# Campionato mondiale di beach soccer
Il campionato mondiale di beach soccer FIFA (en. FIFA Beach Soccer World Cup) è il massimo torneo calcistico per squadre nazionali maschili di beach soccer. È organizzato dalla FIFA ogni 2 anni a partire dalla quinta edizione del 2009. Fino al 2004, ultima edizione non riconosciuta dalla FIFA, il torneo era denominato Beach Soccer World Championship.
La nazionale che vanta il maggior numero di successi è il Brasile, con 7 affermazioni.

## Storia
La prima edizione del torneo si è svolta nel 1995 a Rio de Janeiro, in Brasile, luogo in cui si è svolto il torneo fino al 2007. Inizialmente organizzato dal Beach Soccer Worldwide, passa sotto gestione della FIFA nel 2005, edizione che vide il trionfo incredibile della Francia.
Dalle edizioni successive si divisero il titolo Brasile, Russia e Portogallo.

## Edizioni

### BSWW
| Anno          | Ospitante | Finale     | Finale    | Finale        | Finale 3º posto | Finale 3º posto | Finale 3º posto |
| Anno          | Ospitante | Vincitore  | Risultato | Secondo posto | Terzo posto     | Risultato       | Quarto posto    |
| ------------- | --------- | ---------- | --------- | ------------- | --------------- | --------------- | --------------- |
| 1995 Dettagli | Brasile   | Brasile    | 8 – 1     | Stati Uniti   | Inghilterra     | 7 – 6           | Italia          |
| 1996 Dettagli | Brasile   | Brasile    | 3 – 0     | Uruguay       | Italia          | 4 – 3           | Stati Uniti     |
| 1997 Dettagli | Brasile   | Brasile    | 5 – 2     | Uruguay       | Stati Uniti     | 5 – 1           | Argentina       |
| 1998 Dettagli | Brasile   | Brasile    | 9 – 2     | Francia       | Uruguay         | 6 – 3           | Perù            |
| 1999 Dettagli | Brasile   | Brasile    | 7 – 6     | Portogallo    | Uruguay         | 5 – 2           | Perù            |
| 2000 Dettagli | Brasile   | Brasile    | 6 – 2     | Perù          | Spagna          | 6 – 3           | Giappone        |
| 2001 Dettagli | Brasile   | Portogallo | 9 – 3     | Francia       | Argentina       | 6 – 5           | Brasile         |
| 2002 Dettagli | Brasile   | Brasile    | 6 – 5     | Portogallo    | Uruguay         | 5 – 3           | Thailandia      |
| 2003 Dettagli | Brasile   | Brasile    | 8 – 2     | Spagna        | Portogallo      | 7 – 4           | Francia         |
| 2004 Dettagli | Brasile   | Brasile    | 6 – 4     | Spagna        | Portogallo      | 5 – 1           | Italia          |

### FIFA
| Anno          | Ospitante           | Finale     | Finale                  | Finale        | Finale 3º posto | Finale 3º posto         | Finale 3º posto |
| Anno          | Ospitante           | Vincitore  | Risultato               | Secondo posto | Terzo posto     | Risultato               | Quarto posto    |
| ------------- | ------------------- | ---------- | ----------------------- | ------------- | --------------- | ----------------------- | --------------- |
| 2005 Dettagli | Brasile             | Francia    | 3 – 3 (dts) 1 – 0 (dtr) | Portogallo    | Brasile         | 11 – 2                  | Giappone        |
| 2006 Dettagli | Brasile             | Brasile    | 4 – 1                   | Uruguay       | Francia         | 6 – 4                   | Portogallo      |
| 2007 Dettagli | Brasile             | Brasile    | 8 – 2                   | Messico       | Uruguay         | 2 – 2 (dts) 1 – 0 (dtr) | Francia         |
| 2008 Dettagli | Francia             | Brasile    | 5 – 3                   | Italia        | Portogallo      | 5 – 4                   | Spagna          |
| 2009 Dettagli | Emirati Arabi Uniti | Brasile    | 10 – 5                  | Svizzera      | Portogallo      | 14 – 7                  | Uruguay         |
| 2011 Dettagli | Italia              | Russia     | 12 – 8                  | Brasile       | Portogallo      | 3 – 2                   | El Salvador     |
| 2013 Dettagli | Polinesia francese  | Russia     | 5 – 1                   | Spagna        | Brasile         | 7 – 7 (dts) 1 – 0 (dtr) | Tahiti          |
| 2015 Dettagli | Portogallo          | Portogallo | 5 – 3                   | Tahiti        | Russia          | 5 – 2                   | Italia          |
| 2017 Dettagli | Bahamas             | Brasile    | 6 – 0                   | Tahiti        | Iran            | 5 – 3                   | Italia          |
| 2019 Dettagli | Paraguay            | Portogallo | 6 – 4                   | Italia        | Russia          | 5 – 4                   | Giappone        |
| 2021 Dettagli | Russia              | Russia     | 5 – 2                   | Giappone      | Svizzera        | 9 – 7                   | Senegal         |
| 2024 Dettagli | Emirati Arabi Uniti | Brasile    | 6 – 4                   | Italia        | Iran            | 6 – 1                   | Bielorussia     |
| 2025 Dettagli | Seychelles          | Brasile    | 4 – 3                   | Bielorussia   | Portogallo      | 3 – 2                   | Senegal         |

## Medagliere per le competizioni FIFA
| Posiz. | Nazione     | Oro | Argento | Bronzo | Totale |
| ------ | ----------- | --- | ------- | ------ | ------ |
| 1      | Brasile     | 7   | 1       | 2      | 10     |
| 2      | Russia      | 3   | 0       | 2      | 5      |
| 3      | Portogallo  | 2   | 1       | 4      | 7      |
| 4      | Francia     | 1   | 0       | 1      | 2      |
| 5      | Italia      | 0   | 3       | 0      | 3      |
| 6      | Tahiti      | 0   | 2       | 0      | 2      |
| 7      | Uruguay     | 0   | 1       | 1      | 2      |
| 7      | Svizzera    | 0   | 1       | 1      | 2      |
| 9      | Spagna      | 0   | 1       | 0      | 1      |
| 9      | Giappone    | 0   | 1       | 0      | 1      |
| 9      | Messico     | 0   | 1       | 0      | 1      |
| 9      | Bielorussia | 0   | 1       | 0      | 1      |
| 12     | Iran        | 0   | 0       | 2      | 2      |